# Raphael Viana
Raphael Pereira Vianna (Barra Mansa, 16 de dezembro de 1983) é um ator brasileiro.

## Biografia
Ele estudou no colégio Maria do Céu em Barra Mansa quando criança. Raphael começou a estudar teatro aos 15 anos, por uma iniciativa de seus pais, que pretendiam diminuir a timidez do filho. Ao iniciar o curso, ele gostou tanto de atuar que decidiu entrar para o Centro de Artes de Laranjeiras. Quando terminou o segundo grau, fez a Oficina de Atores da Rede Globo e iniciou um curso de artes cênicas em uma universidade carioca — que atualmente está trancado. Há cinco anos, ele faz parte da Companhia de Teatro Íntimo.

## Carreira
Em 2006 fez sua estreia na televisão na novela Bicho do Mato, da RecordTV, onde interpretou o índio Irú, melhor amigo do protagonista, estrelando o núcleo principal da trama. 
Em 2010 interpretou o sedutor Frederico Martinez em Araguaia, na Rede Globo
Em 2011 entrou para o elenco de Morde & Assopra vivendo o médico Tadeu Ferreira também na Rede Globo. 
Em 2012 viveu o peão Josué na novela Amor Eterno Amor, fazendo par com Andréia Horta. 
Em 2013, interpretou o ambicioso Hélio de caráter duvidoso em Flor do Caribe, folhetim de Walter Negrão. 
Em 2014, interpreta o personal trainer Arnoldão em Império.
Em 2016 integra o elenco de A Terra Prometida como a antagonista principal. 
Em 2022 integrou o elenco fixo do humorístico Vai Que Cola.

## Filmografia

### Televisão
| Ano           | Título                  | Personagem                    | Nota                                                    | Emissora  |
| ------------- | ----------------------- | ----------------------------- | ------------------------------------------------------- | --------- |
| 2006          | Bicho do Mato           | Irú Guaporá                   |                                                         | Record TV |
| 2008          | Dilemas de Irene        | Beto                          | Episódio: "Roupas"                                      | GNT       |
| 2009          | Acampamento de Férias   | Monitor                       | Episódio: "12 de outubro"                               | TV Globo  |
| 2010          | Araguaia                | Frederico Martinez (Fred)     |                                                         | TV Globo  |
| 2010          | Passione                | Garotão caso de Stela         |                                                         | TV Globo  |
| 2011          | Morde & Assopra         | Tadeu Ferreira                |                                                         | TV Globo  |
| 2011          | Dança dos Famosos       | Participante                  | Temporada 8                                             | TV Globo  |
| 2012          | Amor Eterno Amor        | Josué das Neves               |                                                         | TV Globo  |
| 2013          | Flor do Caribe          | Hélio Alves Raimundo da Silva |                                                         | TV Globo  |
| 2014          | Império                 | Arnoldo Freire (Arnaldão)     |                                                         | TV Globo  |
| 2016          | A Terra Prometida       | Tobias Avec                   |                                                         | Record TV |
| 2017–18       | O Outro Lado do Paraíso | Laerte Rodrigues              | Episódios: "2 de dezembro–8 de janeiro"                 | TV Globo  |
| 2018          | O Tempo Não Para        | Capitão Mateus Gonzaga        |                                                         | TV Globo  |
| 2020          | Os Roni                 | Aramel Trindade               |                                                         | Multishow |
| 2021          | Vai Que Cola            | Roberval                      | 9ª Temp. - Episódio 30                                  | Multishow |
| 2022–presente | Vai Que Cola            | Príncipe Omar Lindomar        | Elenco Fixo - 10ª Temporada Elenco Fixo - 12ª Temporada | Multishow |

### Cinema
| Ano  | Título                | Personagem    | Nota           |
| ---- | --------------------- | ------------- | -------------- |
| 2008 | Garoto de Aluguel     | Diogo         | Curta-metragem |
| 2008 | Delicadeza Perdida    | Tomás         | Curta-metragem |
| 2009 | Arélia                | Fernando      | Curta-metragem |
| 2014 | Divã a 2              | Fernando      |                |
| 2016 | Apaixonados - O Filme | Léo           |                |
| 2018 | Nada a Perder         | Evandro       |                |
| 2018 | Crô em Família        | Zarolho       |                |
| 2019 | Nada a Perder 2       | Pastor Carlos |                |
| 2024 | Avassaladoras 2.0     | Miguel        |                |
| 2024 | Férias Trocadas       | Kaluã         |                |

## Teatro
| Ano  | Título             | Personagem |
| ---- | ------------------ | ---------- |
| 2005 | Vereda da Salvação | Pacheco    |
| 2006 | Veridiana e Eu     | Heitor     |

## Prêmios e indicações
| Ano  | Prêmio          | Categoria      | Trabalho         | Resultado | Ref.   |
| ---- | --------------- | -------------- | ---------------- | --------- | ------ |
| 2010 | Melhores do Ano | Ator Revelação | Fred em Araguaia | Venceu    |        |
| 2011 | Prêmio Contigo! | Ator Revelação | Fred em Araguaia | Indicado  | [ 20 ] |